# 林田和代
林田和代（日语：／ Hayashida Kazuyo，1953年12月30日—），日本女子篮球运动员。她曾随日本国家队参加了1976年夏季奥林匹克运动会女子篮球比赛，最终队伍获得第五名。